# Liesing (řeka)
Liesing ( [ˈliːzɪŋ]), také Liesingbach, je řeka 30 km dlouhá, pramení v dolnorakouském Vídeňském lese, protéká městem Vídní, přes 23. vídeňský městský okres Liesing, kterému dal své jméno, a ústí v dolnorakouském Schwechatu do řeky Schwechat.

## Jméno
Pojmenování pochází ze slovanského „Lieznička", což znamená „lesní potok".

## Průběh toku
Liesing pramení ze dvou různých pramenů ve Vídeňském lese ve výšce asi 520 m n. m. Voda z obou pramenů „Hubeného" (Dürre) a „Bohatého" (Reiche) protéká mezi kamenitým terénem, kde podle vlastností toku dostává své jméno.
„Dürre Liesing" pramení v blízkosti Kaltenleutgebenu a protéká vápencovým územím Vídeňského lesa. O tom svědčí typické vlastnosti potoka vápencové oblasti. Povrchová voda se často vsákne do vápencového terénu a tím dochází k vysýchání potoka. „Reiche Liesing" pramení v blízkosti Breitenfurt bei Wien a protéká mezi geologickými sedimenty Vídeňského lesa. Tato hornina je méně propustná, takže hlavně při větších srážkách dochází k prudkému rozvodňování.
U Rodaun oba prameny splynou a vtékají do Vídeňské pánve. Zde se rozšiřuje údolí Liesingu, kde se pěstuje vinná réva. Ve Vídni se údolí ještě více rozšiřuje až do šířky 500 metrů. Liesing dále volně protéká širokým údolím meandrovitě. V jižní Vídni se usazovaly sedimenty, které v 19. století využívali pro cihlářskou výrobu. Jižně od Laaer Berg opouští Liesing u Klederingu Vídeň a ústí u Schwechatu do řeky Schwechat.

## Hrazení a úpravy toku
Neustálým nebezpečím povodní, které Liesing způsoboval, se zvětšoval vliv industrializace v 19. století. Výstavbou se zužovalo koryto řeky a přítokem odpadních vod značně poklesla také kvalita vody. Proto bylo rozhodnuto provést regulaci toku. Po skončení druhé světové války tato regulace skončila. Dnes je snaha dřívější drsnou regulaci napravit. Od roku 2001 se provádí podél celého toku Liesingu objemné zpětné úpravy, které byly ukončeny v roce 2006 v horním toku u Rodau a v dolní části u Oberlaa a Rothneusiedlu. Ve středním toku, jako v Erlaa a Inzersdorfu, bude ještě nějaký čas trvat, než se Liesing dočká opět přírodních břehů.

## Kvalita vody
Kvalita vody se také zlepšila vybudováním čistírny odpadních vod „Blumental a Liesing“ a řeka již neslouží jako odpadní stoka. Odpadní vody jsou nyní odváděny přímo k hlavní vídeňské čistírně v Simmeringu sběrným kanalizačním potrubím. Při velkých deštích bude přebytečná srážková voda odváděna do Liesingu.
Dnes je Liesing především ve Vídni využíván jako rekreační oblast. Podél jeho břehu po obou stranách nevede žádná ulice, ale jen cyklistické a pěší stezky.